# Muta
Muta o Mutah —àrab: مؤتة, Muʾta— és una població en una plana fèrtil a l'est del riu Jordà i de la punta sud de la mar Morta a uns 10 km al sud d'Al-Karak (Jordània), a la governació de Karak. Té una població de 22.300 habitants (cens del 2004) i el municipi de 43.000 habitants. Té una universitat.
És coneguda principalment per haver-se lliurat a la rodalia la batalla de Muta o Mutah el 629. Mahoma havia enviat 3000 homes a la regió per revenjar la mort d'un missatger àrab (que anava a portar un missatge al governador romà d'Orient de Bosra) a mans d'un ghassànida. El cap era Zayd ibn Hàritha, el segon cap al seu cosí Jàfar ibn Abi-Tàlib i el tercer Abd-Al·lah ibn Rawaha. Van arribar a Maan on hi havia un fort exèrcit beduí i grec (es dona l'exagerada xifra de cent mil soldats) suposadament dirigits pel mateix emperador Heracli. En veure la superioritat de l'enemic es van retirar al sud però perseguits pels imperials van haver de lliurar combat prop de la població de Muta, aleshores un llogaret o petit poble. Els musulmans foren derrotats i els tres caps van morir un darrer l'altra. Llavors va agafar el comandament Thabit ibn Arkan però aquest el va cedir a Khalid ibn al-Walid que va aconseguir salvar les restes de les forces àrabs.
Fou la primera batalla contra els romans d'Orient i és narrada pels historiadors àrabs i també pel romà d'Orient Teòfanes que diu que el cap de les forces romanes d'Orient fou el vicari Teodor que va reunir a les guarnicions de diverses fortaleses.